# 格雷伊格爾鎮區 (明尼蘇達州托德縣)
格雷伊格爾鎮區（英語：Grey Eagle Township）是位於美國明尼蘇達州托德縣的一個行政鎮區。

## 歷史
格雷伊格爾鎮區於1873年成立，因當地一位定居者將一隻灰鷹擊落而得名。

## 地方資料
格雷伊格爾鎮區的面積為75.79平方千米，當中陸地面積為66.08平方千米，而水域面積為9.70平方千米。根據2020年美國人口普查的數據，當地共有人口556人，而人口密度為每平方千米7.34人。